# Ndaye Mulamba
Pierre Mutumbula Ndayé Mulamba (Kananga, 1948. november 4. – 2019. január 26.) zairei válogatott kongói labdarúgó.

## Pályafutása

### A válogatottban
1967 és 1971 között a Kongó-Kinshasa-i válogatottban, majd 1971 és 1981 között a zairei válogatottban szerepelt. Részt vett az 1974-es afrikai nemzetek kupáján, illetve az 1974-es világbajnokságon.

## Sikerei, díjai
Vita Club
- Zairei bajnok (3): 1975, 1977, 1980
- Bajnokcsapatok Afrika-kupája (1): 1973

Zaire
- Afrikai nemzetek kupája győztes (1): 1974

Egyéni
- Az Afrikai nemzetek kupája gólkirálya (1): 1974 (9 gól)